# Das Spiel der Könige
Das Spiel der Könige ist ein historischer Roman der deutschen Schriftstellerin Rebecca Gablé, der im Jahre 2007 erschienen ist.
Mit diesem Buch legt Gablé den dritten Teil ihrer Waringham-Saga vor. Der Roman spielt im England des ausgehenden Mittelalters (15. Jahrhundert), zur Zeit der Rosenkriege.

## Inhalt
Die Handlung setzt eine Generation nach der des John of Waringham, Hauptfigur des Romans Die Hüter der Rose, und zwei Generationen nach Robin of Waringham aus Das Lächeln der Fortuna ein.
Die Geschichte, die sich über mehr als 30 Jahre erstreckt, verfolgt das wechselvolle Schicksal der Adelsfamilie von Waringham parallel zur ebenso turbulenten Geschichte der englischen Könige und Thronanwärter in dieser Zeit.
Die Adelshäuser Lancaster und York liegen im Streit darüber, welcher Spross ihrer Familien mehr Anrecht auf den Thron des englischen Königs hat. Henry VI. aus dem Hause Lancaster ist ein schwacher König, der dem Gebet und der Schwermut mehr zugeneigt ist als den Regierungsgeschäften. Seine französische Gemahlin ist bei Volk und Adel unbeliebt. Edward aus dem Hause York sucht seine Chance – mit Intrigen und auf dem Schlachtfeld. Die Schlacht von Towton bringt 1461 das Haus York an die Macht und Edward auf den Thron. Die französische Königin und die Lancastertreuen aber geben den Kampf nicht auf, und so gelingt es ihnen, König Henry VI. noch einmal für einige Monate auf den Thron zu bringen. Letztlich aber kann dieser – inzwischen völlig regierungsunfähig – seine Position nicht halten und muss erneut Edward IV. weichen. Nachdem Edward IV. gestorben war, übernimmt sein jüngerer Bruder Richard – nachdem er die Söhne Edwards, die Thronfolger, hat ermorden lassen – als Richard III. die Krone. Weiterhin gibt es noch Henry Tudor, den Earl of Richmond, der auf seine Stunde wartet. Seine Kindheit verbringt er größtenteils als Geisel der Yorkisten in Wales, später hält er sich jahrelang im bretonischen Exil verborgen. Am Ende des Buches erringt er als Henry VII. die englische Krone, vereinigt durch seine Ehe mit Elizabeth of York die Adelshäuser York und Lancaster und beendet so die Rosenkriege. Mit ihm beginnt die Herrschaft der Tudors in England. Bei allen Intrigen, Bündnissen und Schlachtplänen spielt der Earl of Warwick eine überaus wichtige Rolle: zwar streckt er nicht selbst die Hand nach der Krone aus, aber gegen ihn kann sich kein Machtanspruch auf Dauer behaupten. Er wird der „Königsmacher“ genannt.
Wie auch seine Vorfahren steht Julian of Waringham trotz berechtigter Zweifel fest und in Treue zum Hause Lancaster, ja selbst zur unbeliebten Königin Margarete von Anjou. König Edward IV., nach seiner ersten Thronbesteigung 1461 auf Versöhnung der verfeindeten Parteien bedacht, arrangiert eine Zwangsheirat mit einer glühenden York-Anhängerin – eine schwierige Konstellation für die Hauptfigur. Julians Zwillingsschwester Blanche trifft ein hartes Schicksal: Ihr Ehemann entpuppt sich als grausamer Finsterling, der schon vor Blanche zwei junge Gattinnen unter die Erde gebracht hat. Dieser unglückseligen Ehe entgeht sie nur durch Flucht, nachdem sie ihrem Mann die Hand abgeschlagen hat. Später geht sie eine glückliche Verbindung mit Jasper Tudor, dem Halbbruder des Königs, ein, die allerdings ohne den Segen der Kirche bleiben muss, da ihr Mann noch immer lebt – und sie sucht, um sich an ihr zu rächen. Jasper Tudor und Julian of Waringham werden zu Seefahrern und Schiffseignern, die den Widerstand über das Wasser hinweg organisieren, in Frankreich, in der Bretagne, in der Normandie. Wie schon in den vorhergehenden Romanen kämpfen die Waringhams um ihren Titel, ihr Hab und Gut und entkommen mehrfach nur mit Mühe dem Tod, ehe sich nach jahrelangem Exil 1485 mit der Schlacht von Bosworth Field alles zum Guten wendet.